# Saison 2023-2024 du Tottenham Hotspur FC
Maillots
Chronologie
Saison précédente Saison suivante
La saison 2023-2024 du Tottenham Hotspur FC est la 32e saison du club en Premier League et la 46e saison consécutive dans l'élite du football anglais. Cette saison, Tottenham participe en plus de la Premier League à la FA Cup et à la Carabao Cup. C'est également la première fois depuis la saison 2009-2010, que les Spurs ne disputeront aucune compétition européenne en raison de la 8e place obtenue la saison précédente.
Ange Postecoglou est, depuis le 6 juin 2023, entraîneur pour les 4 saisons à venir. Il succède à Ryan Mason qui l'année passée avait lui même assuré l'intérim de Cristian Stellini et Antonio Conte. Le club réalise un bon premier tier de saison occupant la première place de Premier League à l'issue de la 10e journée malgré une élimination précoce au 2e tour de coupe de la Ligue face à Fulham. Éliminés au 4e tour de coupe d'Angleterre par Manchester City, les Spurs réalisent une meilleure saison en championnat que l'an passé, obtenant une 5e place en fin de saison synonyme de qualification européenne.

## Transferts
| Nom               | Poste             | Nationalité    | Transfert      | Indemnité         | Mercato         | Provenance/Destination | Division          |
| Arrivées          |                   |                |                |                   |                 |                        |                   |
| Dejan Kulusevski  | Attaquant         | Suède          | Transfert      | 30 millions d'€   | Mercato d'été   | Juventus               | Serie A           |
| Guglielmo Vicario | Gardien           | Italie         | Transfert      | 18.5 millions d'€ | Mercato d'été   | Empoli FC              | Serie A           |
| James Maddison    | Milieu de terrain | Angleterre     | Transfert      | 46.3 millions d'€ | Mercato d'été   | Leicester City         | Championship      |
| Pedro Porro       | Défenseur         | Espagne        | Transfert      | 40 millions d'€   | Mercato d'été   | Sporting CP            | Liga Portugal     |
| Manor Solomon     | Attaquant         | Israël         | Transfert      | Gratuit           | Mercato d'été   | Chakhtar Donetsk       | Premier-Liha      |
| Ashley Phillips   | Défenseur         | Angleterre     | Transfert      | 2.3 millions d'€  | Mercato d'été   | Blackburn Rovers       | Championship      |
| Micky van de Ven  | Défenseur         | Pays-Bas       | Transfert      | 40 millions d'€   | Mercato d'été   | VfL Wolfsburg          | Bundesliga        |
| Alejo Véliz       | Attaquant         | Argentine      | Transfert      | 15 millions d'€   | Mercato d'été   | Rosario Central        | Primera División  |
| Brennan Johnson   | Attaquant         | Pays de Galles | Transfert      | 55 millions d'€   | Mercato d'été   | Nottingham Forest      | Premier League    |
| Timo Werner       | Attaquant         | Allemagne      | Prêt           | -                 | Mercato d'hiver | RB Leipzig             | Bundesliga        |
| Radu Drăgușin     | Défenseur         | Roumanie       | Transfert      | 30 millions d'€   | Mercato d'hiver | Genoa CFC              | Serie A           |
| Départs           |                   |                |                |                   |                 |                        |                   |
| Harry Winks       | Milieu de terrain | Angleterre     | Transfert      | 11.6 millions d'€ | Mercato d'été   | Leicester City         | Championship      |
| Lucas Moura       | Attaquant         | Brésil         | Fin de contrat | -                 | Mercato d'été   | São Paulo FC           | Brasileirão Assaí |
| Joe Rodon         | Défenseur         | Pays de Galles | Prêt           | -                 | Mercato d'été   | Leeds United           | Championship      |
| Harry Kane        | Attaquant         | Angleterre     | Transfert      | 95 millions d'€   | Mercato d'été   | Bayern Munich          | Bundesliga        |
| Troy Parrott      | Attaquant         | Irlande        | Prêt           | -                 | Mercato d'été   | SBV Excelsior          | Eredivisie        |
| Alfie Devine,     | Milieu de terrain | Angleterre     | Prêt           | -                 | Mercato d'été   | Port Vale              | League One        |
| Djed Spence       | Défenseur         | Angleterre     | Prêt           | -                 | Mercato d'été   | Leeds United           | Championship      |
| Dane Scarlett,    | Attaquant         | Angleterre     | Prêt           | -                 | Mercato d'été   | Ipswich Town           | Championship      |
| Japhet Tanganga,  | Défenseur         | Angleterre     | Prêt           | -                 | Mercato d'été   | FC Augsbourg           | Bundesliga        |
| Sergio Reguilón,  | Défenseur         | Espagne        | Prêt           | -                 | Mercato d'été   | Manchester United      | Premier League    |
| Harvey White (en) | Milieu de Terrain | Angleterre     | Transfert      | Inconnu           | Mercato d'été   | Stevenage              | League One        |
| Tanguy Ndombele   | Milieu de terrain | France         | Prêt           | -                 | Mercato d'été   | Galatasaray SK         | Süper Lig         |
| Davinson Sánchez  | Défenseur         | Colombie       | Transfert      | 9.5 millions d'€  | Mercato d'été   | Galatasaray SK         | Süper Lig         |
| Maksim Paskotši   | Défenseur         | Estonie        | Transfert      | Inconnu           | Mercato d'été   | GC Zurich              | Super League      |
| Hugo Lloris       | Gardien           | France         | Transfert      | Inconnu           | Mercato d'hiver | Los Angeles FC         | MLS               |
| Ashley Phillips   | Défenseur         | Angleterre     | Prêt           | -                 | Mercato d'hiver | Plymouth Argyle        | Championship      |
| Djed Spence       | Défenseur         | Angleterre     | Prêt           | -                 | Mercato d'hiver | Genoa CFC              | Serie A           |
| Eric Dier         | Défenseur         | Angleterre     | Prêt           | -                 | Mercato d'été   | Bayern Munich          | Bundesliga        |
| Alfie Devine      | Milieu de terrain | Angleterre     | Prêt           | -                 | Mercato d'été   | Plymouth Argyle        | Championship      |
| Sergio Reguilón   | Défenseur         | Espagne        | Prêt           | -                 | Mercato d'été   | Brentford FC           | Premier League    |
| Japhet Tanganga   | Défenseur         | Angleterre     | Prêt           | -                 | Mercato d'été   | Millwall FC            | Championship      |
| Ivan Perišić      | Attaquant         | Croatie        | Prêt           | -                 | Mercato d'été   | Hajduk Split           | Prva HNL          |
| Alejo Véliz       | Attaquant         | Argentine      | Prêt           | -                 | Mercato d'été   | Séville FC             | LaLiga            |

- Pedro Porro, jouant avec les Spurs sous prêt du Sporting CP depuis l'hiver dernier est définitivement acheté par le club.

- Dejan Kulusevski, jouant avec les Spurs sous prêt de la Juventus depuis l'été 2022 est lui aussi définitivement acheté par le club.

## Résumé de la saison
Le 6 juin 2023, Ange Postecoglou succède à Antonio Conte au poste d'entraîneur du club, pour une durée de quatre saisons.
Le mercato d'été Tottenham est surtout marqué par le départ pour le Bayern Munich de Harry Kane, meilleur buteur de l'histoire du club, pour 100 millions d'euros.
Le samedi 16 septembre, lors de la 5e journée de championnat, Tottenham bat son propre record du come-back le plus tardif en Premier League grâce à deux buts dans le temps additionnel de Richarlison à la 98e et Dejan Kulusevski à la 100e minute de jeu. Ces deux buts tardifs permettent aux Spurs de s'imposer miraculeusement sur le score de 2-1 face à Sheffield United.
Le 5 octobre 2023, l'attaquant israélien Manor Solomon recruté pendant l'été en provenance du Chakhtar Donetsk se blesse gravement à l'entraînement l'écartant des terrains pour le reste de la saison.
Le club réalise un début de saison convaincant, invaincu lors des 10 premières rencontres et occupant la première place du championnat. Tottenham chute cependant lors de la 11e journée à domicile face à Chelsea sur le score lourd d'un but à quatre le 6 novembre 2023. Les Spurs réduits à neuf après les expulsions de Cristian Romero (33e) et Destiny Udogie (55e) accompagnés des blessures simultanées de Micky van de Ven et James Maddison avant la mi-temps permet à Chelsea de s'imposer aisément notamment grâce à un triplé de Nicolas Jackson. Le club se voit privé de 4 titulaires pour les prochaines rencontres :
- van de Ven, blessé 56 jours, absent 10 matchs[45].

- Maddison, blessé 74 jours, absent 13 matchs[46].

- Romero, suspendu pour 3 matchs[47].

- Udogie, suspendu 1 match[48].

## Résultats

### Championnat

#### Classement
| Rang | Équipe            | Pts | J  | G  | N  | P  | Bp | Bc | Diff | Qualification ou relégation                                    |
| ---- | ----------------- | --- | -- | -- | -- | -- | -- | -- | ---- | -------------------------------------------------------------- |
| 3    | Liverpool FC L    | 82  | 38 | 24 | 10 | 4  | 86 | 41 | +45  | Qualification pour la phase de ligue de la Ligue des champions |
| 4    | Aston Villa       | 68  | 38 | 20 | 8  | 10 | 76 | 61 | +15  | Qualification pour la phase de ligue de la Ligue des champions |
| 5    | Tottenham Hotspur | 66  | 38 | 20 | 6  | 12 | 74 | 61 | +13  | Qualification pour la phase de ligue de la Ligue Europa        |
| 6    | Chelsea FC        | 63  | 38 | 18 | 9  | 11 | 77 | 63 | +14  | Qualification pour les barrages de la Ligue Conférence         |
| 7    | Newcastle United  | 60  | 38 | 18 | 6  | 14 | 85 | 62 | +23  |                                                                |

#### Évolution au classement
| Journée   | 01 | 02 | 03 | 04 | 05 | 06 | 07 | 08  | 09  | 10  | 11 | 12 | 13 | 14 | 15 | 16 | 17 | 18 | 19 | 20 | 21 | 22 | 23 | 24 | 25 | 26 | 27 | 28 | 29 | 30 | 31 | 32 | 33 | 34 | 35 | 36 | 37 | 38 |
| --------- | -- | -- | -- | -- | -- | -- | -- | --- | --- | --- | -- | -- | -- | -- | -- | -- | -- | -- | -- | -- | -- | -- | -- | -- | -- | -- | -- | -- | -- | -- | -- | -- | -- | -- | -- | -- | -- | -- |
| Terrain   | E  | D  | E  | E  | D  | E  | D  | E   | D   | E   | D  | E  | D  | E  | D  | D  | E  | D  | E  | D  | E  | D  | E  | D  | D  | E  | D  | E  | E  | D  | E  | D  | E  | D  | D  | E  | D  | E  |
| Résultats | N  | V  | V  | V  | V  | N  | V  | V   | V   | V   | D  | D  | D  | N  | D  | V  | V  | V  | D  | V  | N  | V  | N  | V  | D  | D  | V  | V  | D  | V  | N  | V  | D  | D  | D  | D  | V  | V  |
| Place     | 9e | 6e | 3e | 2e | 2e | 4e | 2e | 1er | 1er | 1er | 2e | 4e | 5e | 5e | 5e | 5e | 5e | 4e | 5e | 5e | 5e | 4e | 5e | 4e | 5e | 5e | 5e | 5e | 5e | 5e | 5e | 4e | 5e | 5e | 5e | 5e | 5e | 5e |
| Points    | 1  | 4  | 7  | 10 | 13 | 14 | 17 | 20  | 23  | 26  | 26 | 26 | 26 | 27 | 27 | 30 | 33 | 36 | 36 | 39 | 40 | 43 | 44 | 47 | 47 | 47 | 50 | 53 | 53 | 56 | 57 | 60 | 60 | 60 | 60 | 60 | 63 | 66 |

## Statistiques

### Meilleurs buteurs
|        | Num.   | Buteur            | Premier League | FA Cup | League Cup | Total |
| ------ | ------ | ----------------- | -------------- | ------ | ---------- | ----- |
| 1      | 7      | Son Heung-min     | 17             | 0      | 0          | 17    |
| 2      | 9      | Richarlison       | 11             | 0      | 1          | 12    |
| 3      | 21     | Dejan Kulusevski  | 8              | 0      | 0          | 8     |
| 4      | 22     | Brennan Johnson   | 5              | 0      | 0          | 5     |
| 4      | 17     | Cristian Romero   | 5              | 0      | 0          | 5     |
| 5      | 10     | James Maddison    | 4              | 0      | 0          | 4     |
| 5      | 23     | Pedro Porro       | 3              | 1      | 0          | 4     |
| 6      | 29     | Pape Matar Sarr   | 3              | 0      | 0          | 3     |
| 6      | 37     | Micky van de Ven  | 3              | 0      | 0          | 3     |
| 7      | 18     | Giovani Lo Celso  | 2              | 0      | 0          | 2     |
| 7      | 38     | Destiny Udogie    | 2              | 0      | 0          | 2     |
| 7      | 16     | Timo Werner       | 2              | 0      | 0          | 2     |
| 8      | 12     | Emerson Royal     | 1              | 0      | 0          | 1     |
| 8      | 33     | Ben Davies        | 1              | 0      | 0          | 1     |
| 8      | 36     | Alejo Véliz       | 1              | 0      | 0          | 1     |
| 8      | 30     | Rodrigo Bentancur | 1              | 0      | 0          | 1     |
| TOTAUX | TOTAUX | TOTAUX            | 69             | 1      | 1          | 71    |

### Récompenses
- Joueur du mois de Premier League

| Mois      | Joueur          | Résultat |
| --------- | --------------- | -------- |
| Août      | James Maddison  | Lauréat  |
| Septembre | Son Heung-min   | Lauréat  |
| Octobre   | Cristian Romero | Nommé    |
| Décembre  | Son Heung-min   | Nommé    |
| Janvier   | Richarlison     | Nommé    |
| Mars      | Son Heung-min   | Nommé    |

- Entraîneur du mois de Premier League

| Mois      | Entraîneur       | Résultat |
| --------- | ---------------- | -------- |
| Août      | Ange Postecoglou | Lauréat  |
| Septembre | Ange Postecoglou | Lauréat  |
| Octobre   | Ange Postecoglou | Lauréat  |
| Mars      | Ange Postecoglou | Nommé    |

- Arrêt du mois de Premier League

| Mois      | Joueur            | Résultat |
| --------- | ----------------- | -------- |
| Août      | Guglielmo Vicario | Nommé    |
| Septembre | Guglielmo Vicario | Nommé    |
| Octobre   | Guglielmo Vicario | Nommé    |
| Novembre  | Guglielmo Vicario | Nommé    |
| Décembre  | Guglielmo Vicario | Nommé    |
| Février   | Guglielmo Vicario | Nommé    |

- But du mois de Premier League

| Mois    | Joueur      | Résultat |
| ------- | ----------- | -------- |
| Février | Richarlison | Nommé    |